# Ernest Geoffrey Weeks
Ernest Geoffrey Weeks, kanadski general, * 1896, † 1987.
Med drugo svetovno vojno je bil: poveljnik komunikacij 1. kanadske divizije (1939-40), pomočnik adjutanta in generalnega oskrbovalnega častnika 2. kanadske divizije (1940-41), prvi generalštabni častnik 2. kanadske divizije (1941), direktor vojaškega izobraževanja v Generalštabu nacionalne obrambe (1941-42), namestnik generalnega adjutanta Generalštaba nacionalne obrambe (1942), namestnik načelnika Generalštaba nacionalne obrambe (1942-43), pomočnik namestnika generalnega adjutanta Kanadskega vojaškega generalštaba v Angliji (1943-44), poveljnik kanadskega dela poveljstva 1. ešalona zavezniških armad v Italiji (1944), poveljnik administracije Kanadskega vojaškega generalštaba v Angliji (1944-45).
Po vojni je bil generalni adjutant Generalštaba nacionalne obrambe (1946-49); upokojil se je leta 1949.